# Ambasador Szczecina

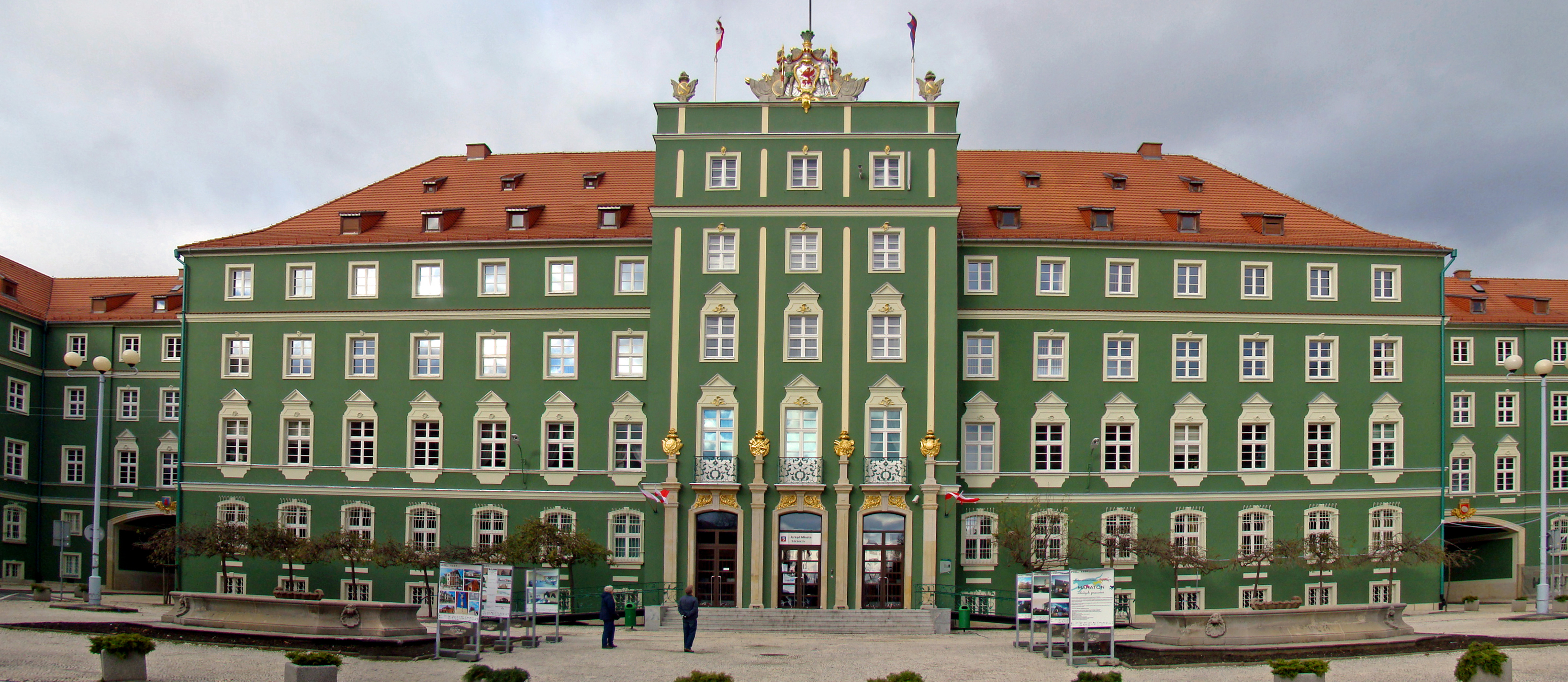
Urząd Miasta Szczecin

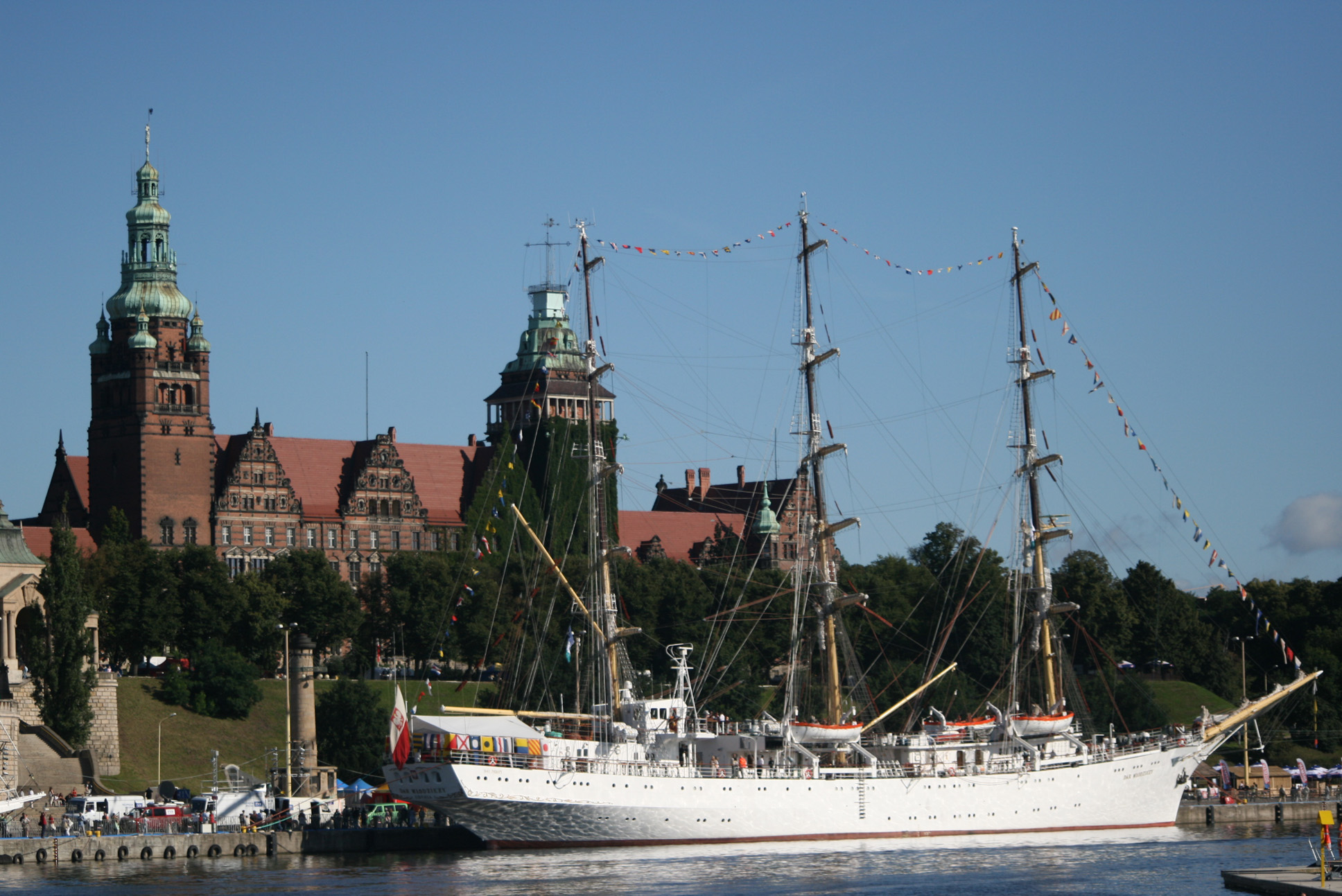
STS Dar Młodzieży
Ambasador Szczecina 2012

Ambasador Szczecina – honorowy tytuł przyznawany przez Prezydenta Miasta Szczecina osobom, które przyczyniły się do promocji miasta w kraju i za granicą, m.in. artystom, sportowcom, naukowcom, pisarzom; może być również nadawany – z analogicznym uzasadnieniem – grupom osób, instytucjom lub obiektom ruchomym, takim jak pojazdy, statki, żaglowce (m.in. Teatr Kana, żaglowiec „STS Dar Młodzieży”).

## Regulamin nadawania tytułu
Wyłanianie kandydatur
Tryb wyłaniania kandydatur do tytułu oraz wyboru laureatów określają zarządzenia Prezydenta Miasta Szczecin, od roku 2012 – Zarządzenie Nr 239/12 z dnia 24 maja 2012 roku).
Tytuł jest nadawany za dokonania przyczyniające się do budowania pozytywnego wizerunku miasta. W latach 2000–2010 brano pod uwagę dokonania z roku poprzedniego, a od roku 2011 – również z pierwszych miesięcy roku bieżącego. Tytuł nie jest przyznawany urzędnikom, których działalność promująca miasto jest związana z zakresem ich obowiązków służbowych. W roku 2006 liczbę przyznawanych tytułów ograniczono do dwóch tytułów rocznie. 
Kandydatury do tytułu mogą zgłaszać różne instytucje, organizacje, związki i stowarzyszenia oraz pełnoletnie osoby fizyczne (z wyłączeniem członków Kapituły). Wnioski są składane wyłącznie na formularzach, udostępnianych przez Urząd Miasta. Wnioski można składać osobiście lub przesyłać drogą elektroniczną do kancelarii Biura Obsługi Interesantów Urzędu Miasta Szczecin. Można też korzystać z formularza interaktywnego, dostępnego na stronie internetowej e-Urzędu UM Szczecin. Termin zgłaszania kandydatur upływa 31 maja każdego roku. 
Kapituła Tytułu
Dwie spośród zgłoszonych kandydatur wybiera Kapituła Tytułu w składzie: zastępca Prezydenta Miasta do spraw oświaty, spraw społecznych, kultury i sportu, byli prezydenci Szczecina, przedstawiciele: szczecińskich mediów, Kolegium Rektorów Szkół Wyższych Województwa Zachodniopomorskiego i Prezydenckiej Rady Kultury, Dyrektorzy: Biura Prezydenta Miasta, Biura Promocji i Informacji, Wydziału Kultury i Ochrony Zabytków, Wydziału Sportu i Turystyki oraz laureaci poprzednich edycji i trzej mieszkańcy Szczecina, wyłonieni w drodze konkursu. 
Kapituła dokonuje nominacji w trybie głosowania jawnego, zwykłą większością głosów (w obecności co najmniej 11 członków). Wynik głosowania jest podstawą wniosku o zatwierdzenie wyboru do Prezydenta Miasta Szczecin (termin złożenia wniosku Kapituły: do 30 czerwca). 
Nadawanie tytułów
Tytuły nadaje Prezydent Miasta w ramach obchodów „Urodzin Szczecina” – w czasie uroczystej sesji Rady Miasta, organizowanej z okazji rocznicy ustanowienia w Szczecinie polskiej administracji. Laureaci otrzymują okolicznościowy dyplom i pamiątkową tabliczkę. 

## Ambasadorowie Szczecina
2000

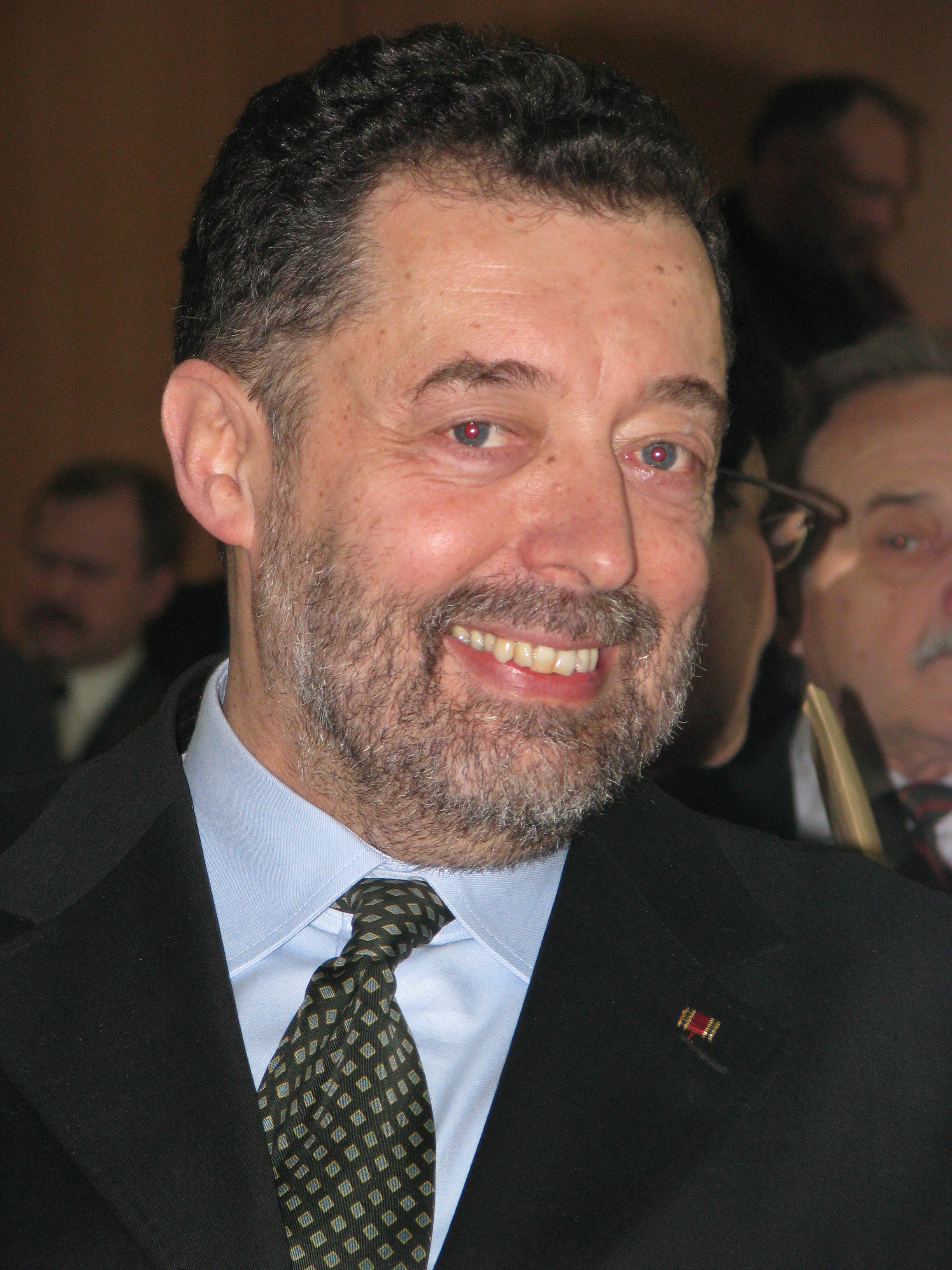
Kazimierz Wóycicki (2000)

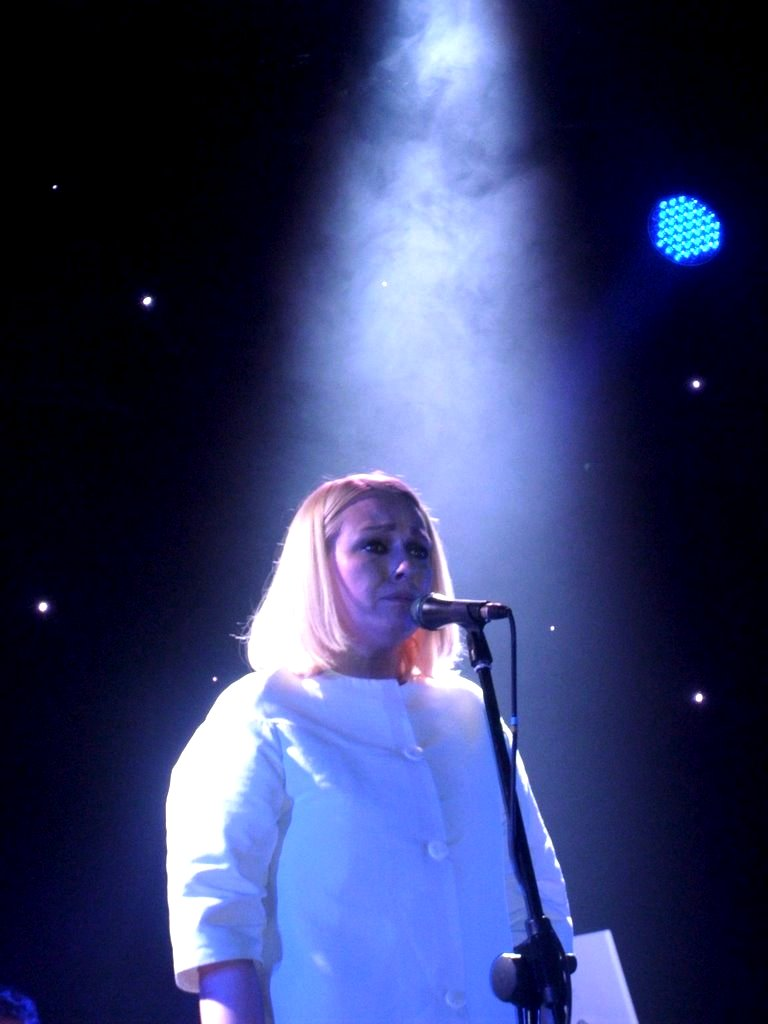
Katarzyna Nosowska (2001)

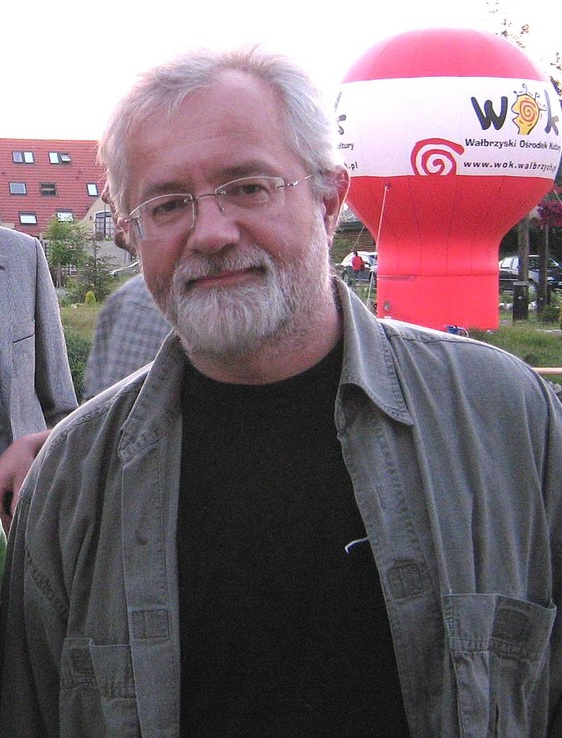
Henryk Sawka (2002)

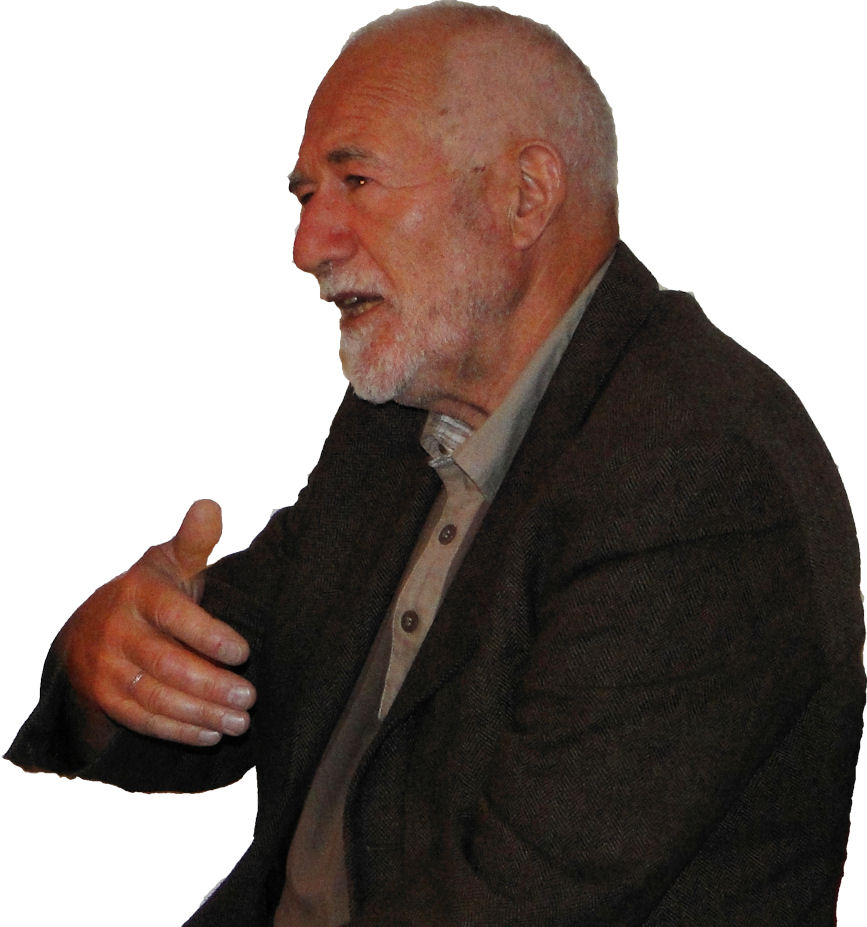
Maciej Krzeptowski (2003)

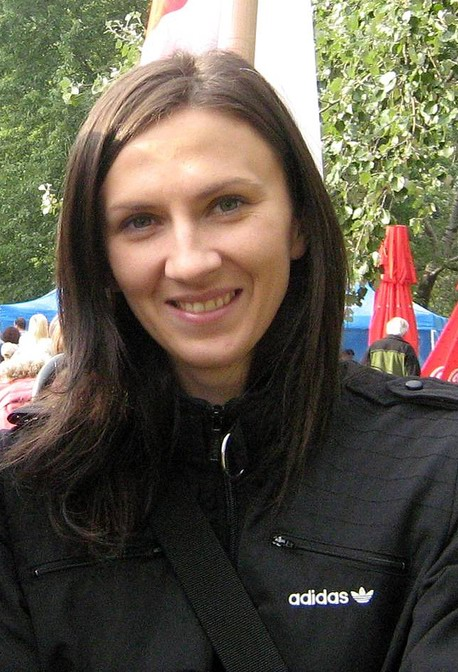
Monika Pyrek (2004)

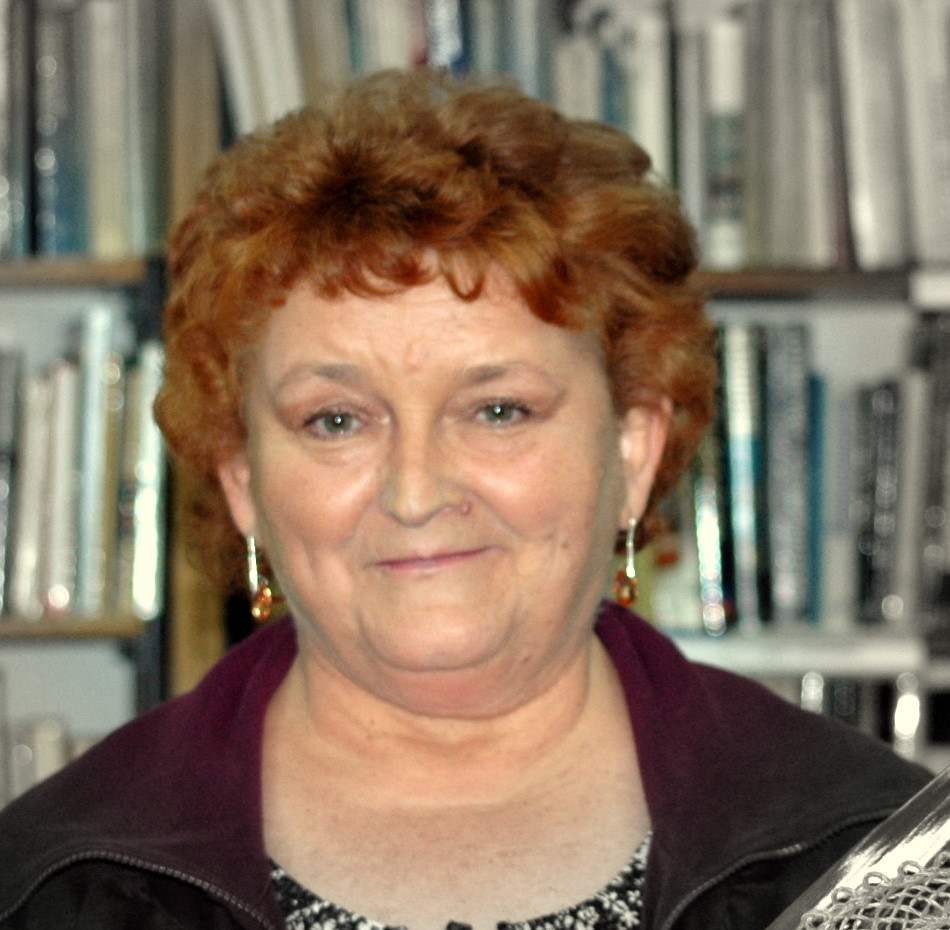
Monika Szwaja (2004)

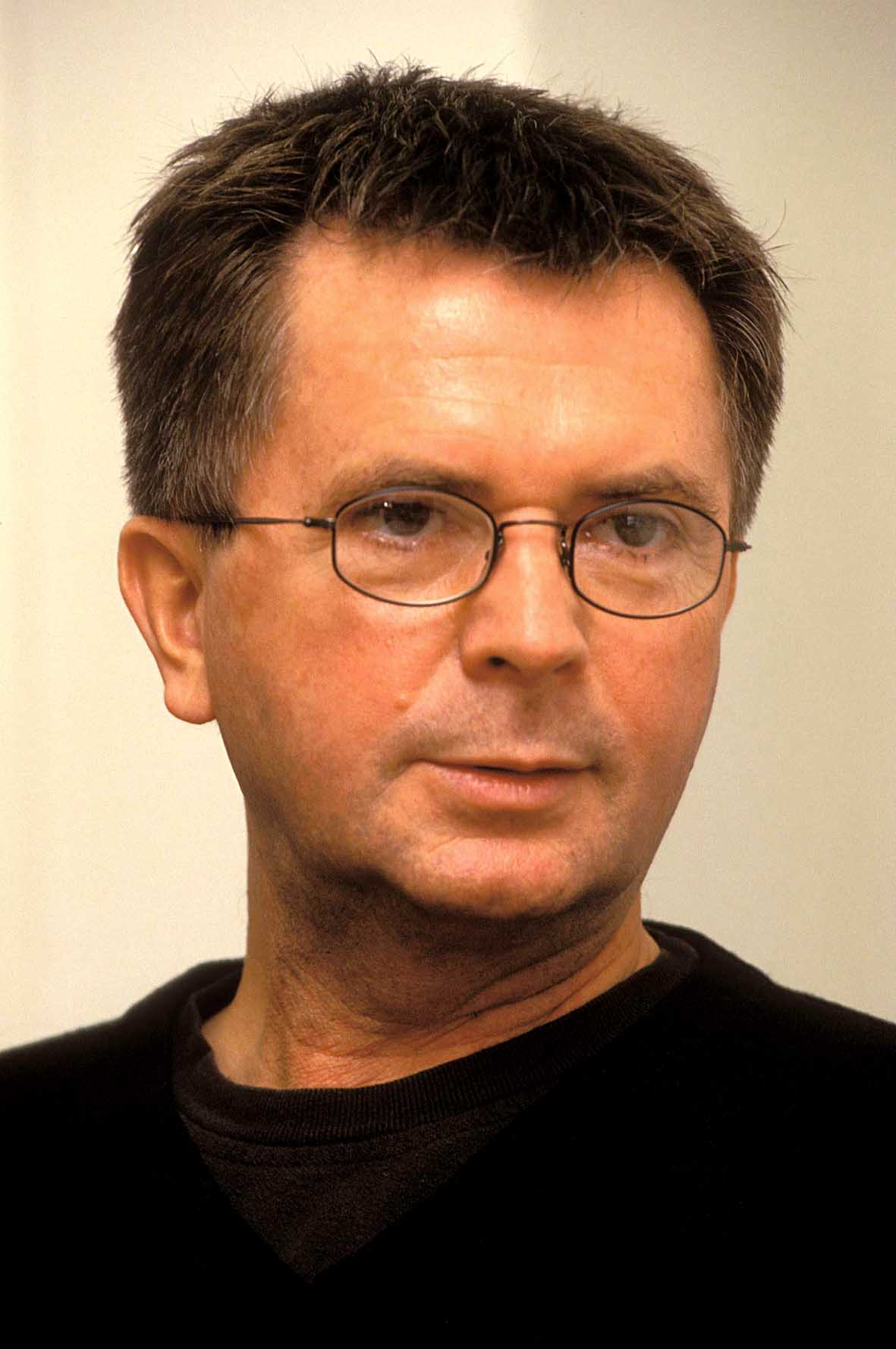
Aleksander Wolszczan (2005)

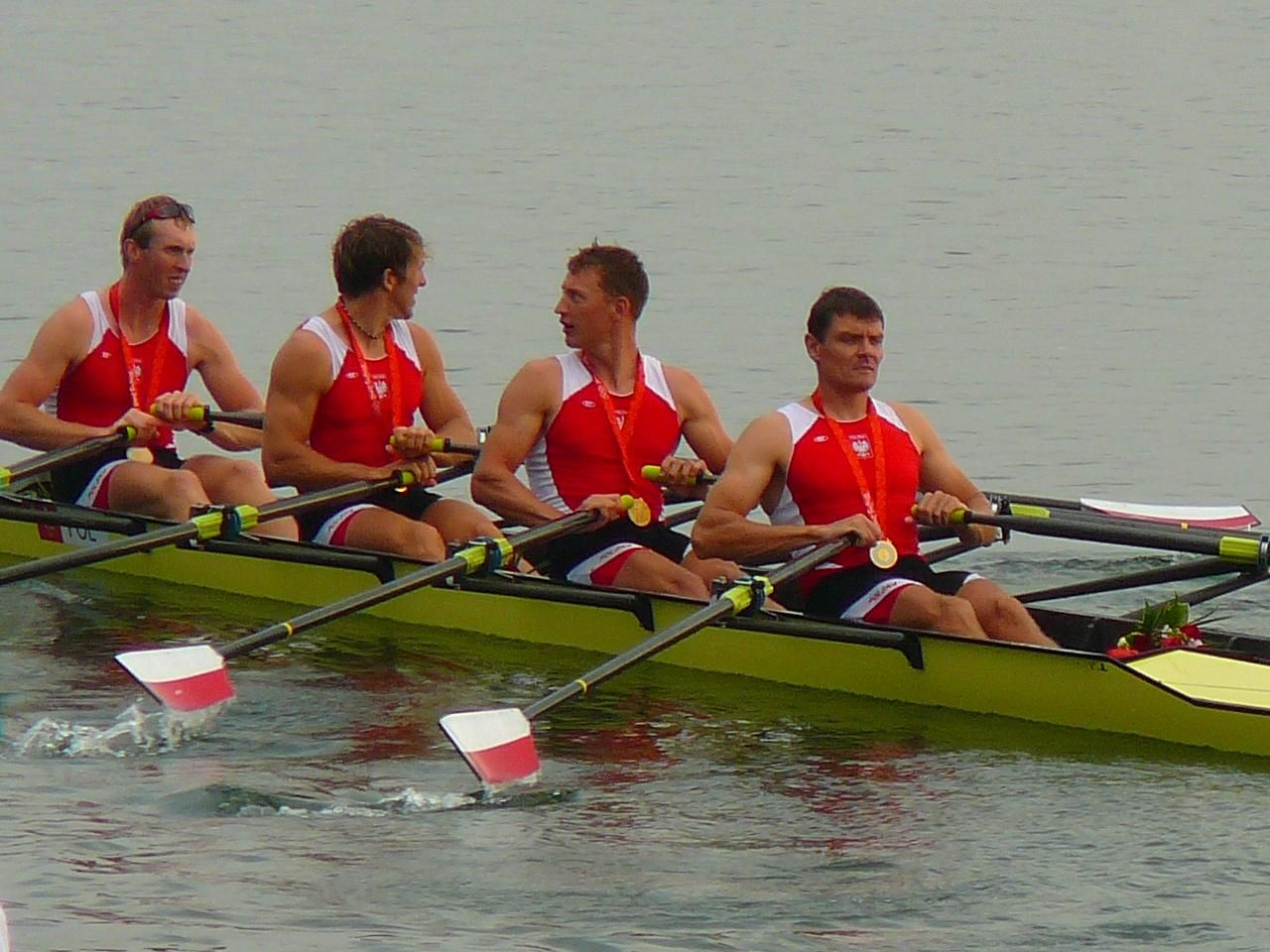
M. Kolbowicz, K. Wasielewski (2008)

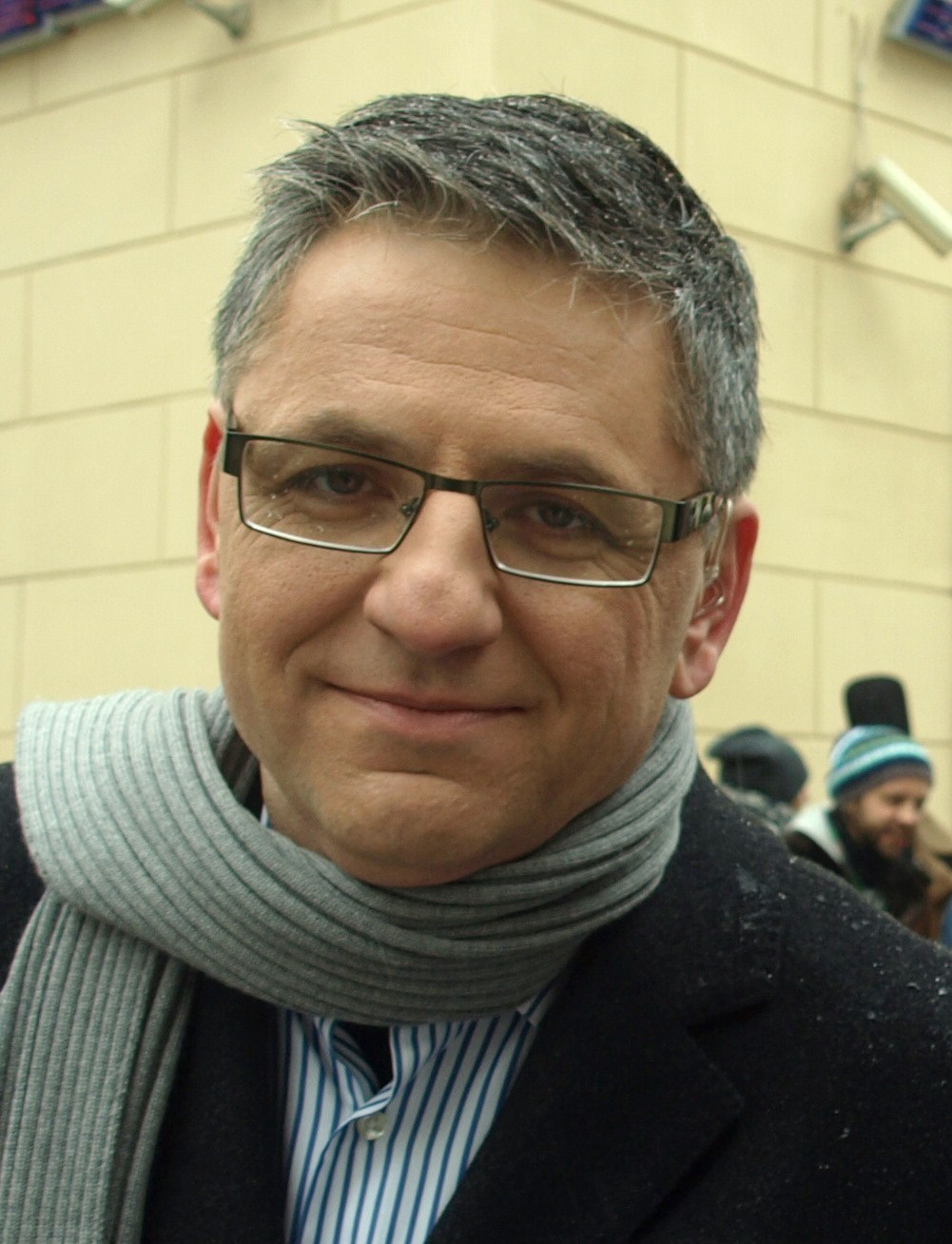
Roman Czejarek (2010)

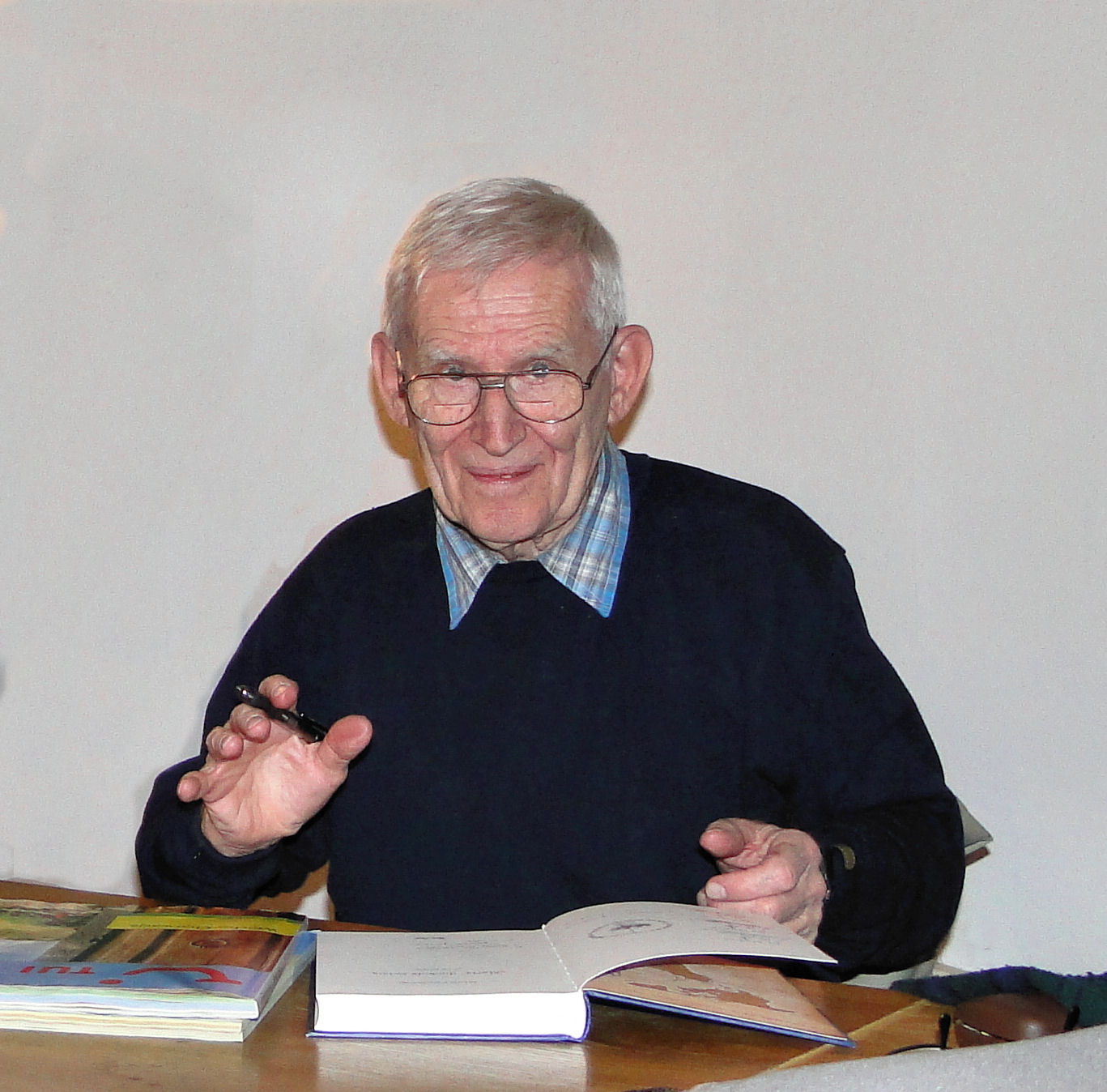
Wojciech Jacobson (2011)

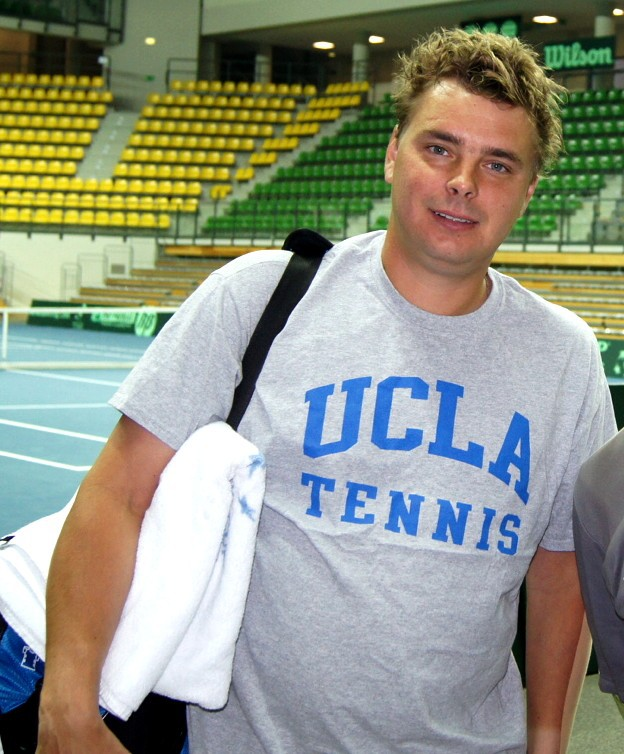
Marcin Matkowski (2012)

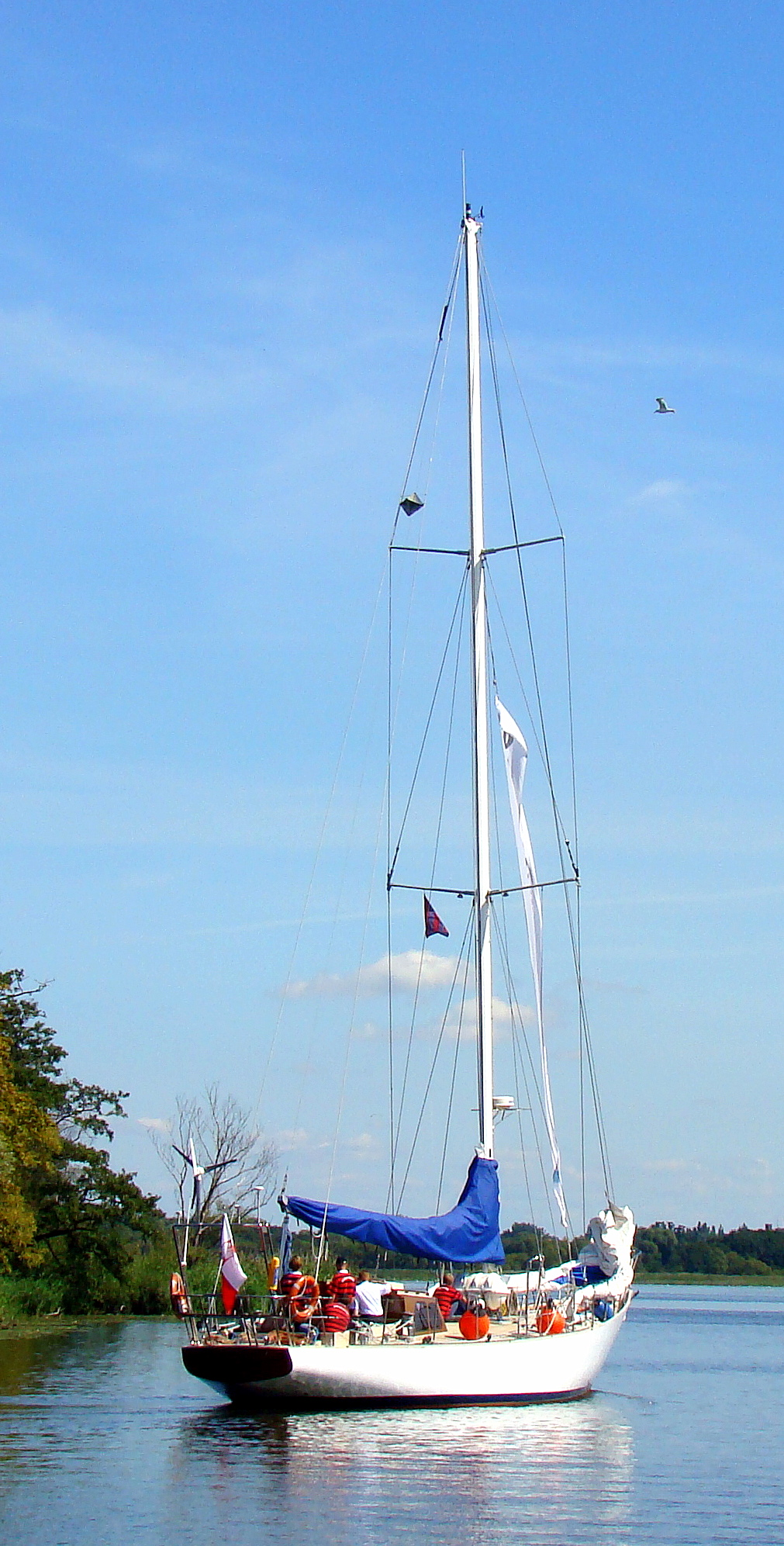
Dar Szczecina (2013)

1. Edward Lorens – piłkarz i trener piłkarski (2000–2001 – Pogoń Szczecin)[4]
2. Karol Roman Masternak –  muzyk, pomysłodawca i prezes Towarzystwa im. Carla Loewego w Szczecinie[5]
3. Małgorzata Rożniecka – polska modelka, Wicemiss Polonia 2000, Miss International 2001[6]
4. Karolina Sawka – aktorka dziecięca, odtwórczyni roli Nel Rawlison w nowej wersji ekranizacji „W pustyni i w puszczy”[7]
5. Kazimierz Wóycicki – publicysta i dziennikarz[8]

2001
1. Artur Daniel Liskowacki – prozaik, eseista, poeta, autor słuchowisk radiowych, krytyk teatralny[9]
2. Jan Lubiński – lekarz specjalista w dziedzinie patomorfologii oraz genetyki klinicznej, prof. PUM[10]
3. Katarzyna Nosowska – wokalistka (zespół Hey i wykonania solowe), autorka tekstów, felietonistka[11]
4. Jan Szyrocki – muzyk, inżynier, nauczyciel akademicki; założyciel, dyrygent i dyrektor artystyczny Chóru Akademickiego Politechniki Szczecińskiej im. Prof. Jana Szyrockiego[12],
5. Henryk Urbaś – dziennikarz radiowy, sprawozdawca na imprezach sportowych, członek kierownictwa grupy roboczej ds. sportu „Euroradia”[13]

2002
1. Anna Augustynowicz – reżyser teatralna, dyrektor artystyczny Teatru Współczesnego w Szczecinie[14]
2. Tomasz Grodzki – lekarz-chirurg, prof. PUM, samorządowiec[15]
3. Stanisław Krzywicki – humanista, urzędnik i manager kultury, dyrektor Książnicy Pomorskiej, działacz społeczny[16]
4. Henryk Sawka – rysownik, satyryk i ilustrator[17]
5. Cezary Urban – nauczyciel-matematyk, polityk, samorządowiec[18]

2003
1. Krzysztof Bizio – architekt, dramaturg, autor sztuk teatralnych, pedagog[19]
2. Paulina Fiuk-Olbrychowska – b. zawodniczka w kolarstwie szosowym i torowym (mistrzowska klasa sportowa)[20]
3. Maciej Krzeptowski – biolog, kapitan jachtowy, podróżnik, uczestnik drugiego wokółziemskiego rejsu s/y Maria, członek Bractwa Wybrzeża[21]
4. Ryszard Leoszewski – pedagog, kompozytor, piosenkarz, autor tekstów, twórca audycji radiowych i telewizyjnych, założyciel zespołów][22]
5. Elżbieta Marszałek – propagatorka kultury, tradycji i obrzędowości morskiej, autorka publikacji, organizatorka imprez (m.in. ekspedycji „Flis Odrzański”, obchodów Dnia Rzeki Odry), wiceprezes ZG Ligi Morskiej i Rzecznej, wiceprezes Stowarzyszenia na Rzecz Miast i Gmin Nadodrzańskich, członek organizacji naukowych[23]

2004
1. Billy Harper (USA) – saksofonista (tenor) jazzowy, kompozytor, dyrektor artystyczny i juror międzynarodowego festiwalu „Zmagania Jazzowe”, prowadzący również warsztaty dla młodych muzyków[24]
2. Warcisław Kunc –  dyrygent, dyrektor teatru muzycznego, pedagog[25]
3. Eugeniusz Kus –  dyrygent, pedagog (kierownik Katedry Dyrygentury Chóralnej Akademii Sztuki), organizator życia kulturalnego, organizator i dyrektor artystyczny międzynarodowych festiwali muzycznych[26]
4. Monika Pyrek – lekkoatletka (skok o tyczce), olimpijka, trzykrotna medalistka mistrzostw świata[27],
5. Monika Szwaja – pisarka i dziennikarka telewizyjna, wydawca, „Publicysta Roku” 1992 w konkursie Stowarzyszenia Dziennikarzy RP[28]

2005
1. Arkadiusz Bis – współtwórca portalu sedina.pl[29], pomysłodawca i administrator Internetowej Encyklopedii Szczecina[30], absolwent szczecińskiej filii Akademii Muzycznej w Poznaniu (dyrygentura chóralna), b. członek chórów, m.in. „Szczecińskie Słowiki”, Chór Chłopięcy Telewizji Szczecin, Zespół Kameralny Vocalis)[31]
2. Jadwiga Igiel-Sak –  dyrektor Filharmonii Szczecińskiej[32]
3. Aleksander Wolszczan – radioastronom, odkrywca pierwszych planet pozasłonecznych, absolwent VI LO w Szczecinie, inicjator utworzenia i honorowy kierownik Zakładu Astronomii i Astrofizyki w Instytucie Fizyki Uniwersytetu Szczecińskiego
4. Stowarzyszenie Teatr Kana – alternatywny teatr autorski (początkowo teatr studencki), założony przez Zygmunta Duczyńskiego (1978), pierwsza polska grupa teatralna, która zdobyła Międzynarodową Nagrodę Krytyków na europejskim festiwalu teatralnym w Edynburgu (1994)[33][34]

2006
1. Angelo Rella – pracownik naukowy US, tworzący zręby współpracy naukowej pomiędzy Uniwersytetem Szczecińskim i uniwersytetem w Bari (Włochy)[35]
2. Jerzy Skarżyński – lekkoatleta, maratończyk, rekordzista Polski w biegu na 30 km, trener, popularyzator biegania[36]

2007
1. Anna Frajlich – poetka, prozaik i wykładowca literatury polskiej na Columbia University[37],
2. Hans Teglers –  podpułkownik armii duńskiej, popularyzator twórczości szczecińskich artystów w środowisku wojskowych i artystów w Danii[38]

2008
1. Marek Kolbowicz – wioślarz, czterokrotny mistrz świata, mistrz olimpijski z IO w Pekinie (zob. złota czwórka podwójna mężczyzn na LO 2008)[39]
2. Konrad Wasielewski – wioślarz, czterokrotny mistrz świata, mistrz olimpijski z IO w Pekinie (zob. złota czwórka podwójna mężczyzn na LO 2008)[40]

2009 lub 2010
1. Roman Czejarek – dziennikarz i prezenter (Radiowa Jedynka, TTV), publicysta, autor humorystycznych opowiadań, z wykształcenia inżynier elektryk[43]
2. Inga Iwasiów – literaturoznawca, krytyk literacki, poetka i prozaiczka, prof. US, red. nacz. „Pogranicza” (dwumiesięcznik literacki)[44]

2011
1. Wojciech Jacobson – chemik, żeglarz, uczestnik rejsu na Vagabond II przez Przejście Północno-Zachodnie i pierwszego wokółziemskiego rejsu s/y Maria, członek Bractwa Wybrzeża[45][46],
2. Marta Kozakowska-Kuźnicka i Andrzej Kuźnicki –  członkowie kadry Polski na tanecznych Mistrzostwa Europy i Świata[47]

2012
1. Marcin Matkowski – tenisista, pięciokrotny uczestnik deblowego turnieju Masters, reprezentant w Pucharze Davisa, olimpijczyk[48][49]
2. STS Dar Młodzieży – trzymasztowy żaglowiec szkolny, następca STS Lwów i Daru Pomorza[48][49]

2013
1. s/y Dar Szczecina – jednomasztowy jacht żaglowy, własność jednostka flagowa m. Szczecin[50]
2. Zespół Pieśni i Tańca „Szczecinianie”[50].

Równocześnie tytuł Honorowego Obywatela Szczecina otrzymała Krystyna Łyczywek – tłumaczka literatury francuskiej, fotografka i dziennikarka.
2014
1. Piotr Banach – muzyk, kompozytor i producent muzyczny
2. Chór Akademicki im. prof. Jana Szyrockiego ZUT

2015
1. Agata Kulesza – aktorka[52]
2. Bartłomiej Nizioł – muzyk, skrzypek[53]

2016
1. Marek Czasnojć – fotoreporter, marynista
2. Lex Drewinski – plastyk, plakacista

2017
1. Leszek Herman  – pisarz, architekt
2. Leszek Żebrowski – plastyk, nauczyciel akademicki (prof.)[55]

2018
1. Wojciech Maleika – żeglarz i informatyk, pracownik naukowy[56][57][58]
2. Sylwester Ostrowski – muzyk, organizator międzynarodowego festiwalu „Szczecin Jazz”[59]

2019
1. Chór Akademii Morskiej w Szczecinie
2. Paweł Żuchowski – dziennikarz[60]

2020
1. Laura Hołowacz – prezes spółki CSL; doprowadziła do rewitalizacji Starej Rzeźni
2. Łona i Webber – muzycy

2021
1. Marek Łuczak – policjant i autor książek o historii Szczecina
2. Tomasz Licak – muzyk

2022
1. Baltic Neopolis Orchestra – szczecińska smyczkowa orkiestra kameralna
2. Paweł Bombolewski – sportowiec, trener, wychowawca i działacz na rzecz sportu